# Topologische invariant
In de topologie, een deelgebied van de wiskunde, is een topologische invariant of topologische eigenschap een gemeenschappelijke eigenschap van topologische ruimten, die ten opzichte van elkaar homeomorf zijn. Aangezien homeomorfismen in de topologie bij uitstek equivalentierelaties zijn, kunnen topologische ruimten van elkaar worden onderscheiden door middel van hun topologische invarianten. Om te bewijzen dat twee topologische ruimten niet homeomorf zijn, volstaat het een topologische invariant te vinden die voor beide ruimten verschilt.
Ruimten met een verschillend aantal open verzamelingen zijn bijvoorbeeld topologisch verschillend. Een eigenschap van ruimten is een topologische eigenschap, wanneer een willekeurige ruimte X die eigenschap bezit elke ruimte die homeomorf is met X deze eigenschap ook bezit. Informeel gesproken is een topologische eigenschap een eigenschap van de ruimte die uitgedrukt kan worden met behulp van open verzamelingen. 

## Voorbeenden van topologische invarianten
- Euler-karakteristiek van een oppervlak
- Betti-getallen van een topologische ruimte